# Новокатаевский сельсовет
Новокатаевский сельсовет — муниципальное образование в Бакалинском районе Башкортостана. Центр — село Новокатаево.

## Население
| 2002 | 2009  | 2010 | 2012 | 2013 | 2014 | 2015 |
| ---- | ----- | ---- | ---- | ---- | ---- | ---- |
| 1110 | ↘1106 | ↘968 | ↘919 | ↘905 | ↘896 | ↘872 |
| 2016 | 2017  |      |      |      |      |      |
| ↘849 | ↘844  |      |      |      |      |      |

## Состав сельского поселения
| № | Населённый пункт | Тип населённого пункта       | Население |
| - | ---------------- | ---------------------------- | --------- |
| 1 | Новокатаево      | село, административный центр | ↘425      |
| 2 | Старокатаево     | село                         | ↘543      |